# Monopis dimorphella
Monopis dimorphella är en fjärilsart som beskrevs av John S. Dugdale 1971. Monopis dimorphella ingår i släktet Monopis och familjen äkta malar. Inga underarter finns listade i Catalogue of Life.